# Массовое убийство евреев в Брюсселе
Массовое убийство евреев в Брюсселе — антисемитское происшествие в Брюсселе (тогда в пределах герцогства Брабант) в 1370 году в связи с предполагаемым осквернением гостии в брюссельской синагоге. Несколько евреев, по разным данным, от шести до двадцати, были казнены или иным образом убиты, а остальная часть небольшой общины была изгнана. Событие произошло 22 мая.
Предположительно восстановленная гостия стала объектом почитания местных христиан как Таинство Чуда. Культ просуществовал до окончания Второй мировой войны и Холокоста, после чего его антисемитские элементы подтолкнули местную церковь к отказу от его признания. Утверждалось, что гостии были разрезаны евреями и чудесным образом пролили кровь, но в остальном не пострадали. Реликварий (без гостий) в настоящее время хранится в сокровищнице собора (возможно, гостии находились внутри неё ещё в 2000 году).

## Предыстория
Еврейские погромы во время чумы ранее, в 1350 году, уничтожили еврейскую общину Брюсселя. По словам историка-премонстранта Пласида Лефевра, современные казначейские записи показывают, что к 1370 году в Брюсселе было восемь еврейских семей и две в Лёвене.
В 1369 году два священника в Брюсселе были арестованы за ростовщичество и переданы церковному трибуналу церкви св. Михаила и Гудулы (ныне собор) для расследования: выяснилось, что они пытались обойти запреты на ростовщичество, ссужая деньги еврею по имени Местерман, который, в свою очередь, давал их под проценты. Скандал с ростовщичеством в Брюсселе был непосредственным контекстом обвинений в осквернении гостии, распространённой антисемитской утке в средневековой Европе, с облатками, которые евреи якобы пытались осквернить, часто говорят, что они чудесным образом избежали вреда.

## Обвинения

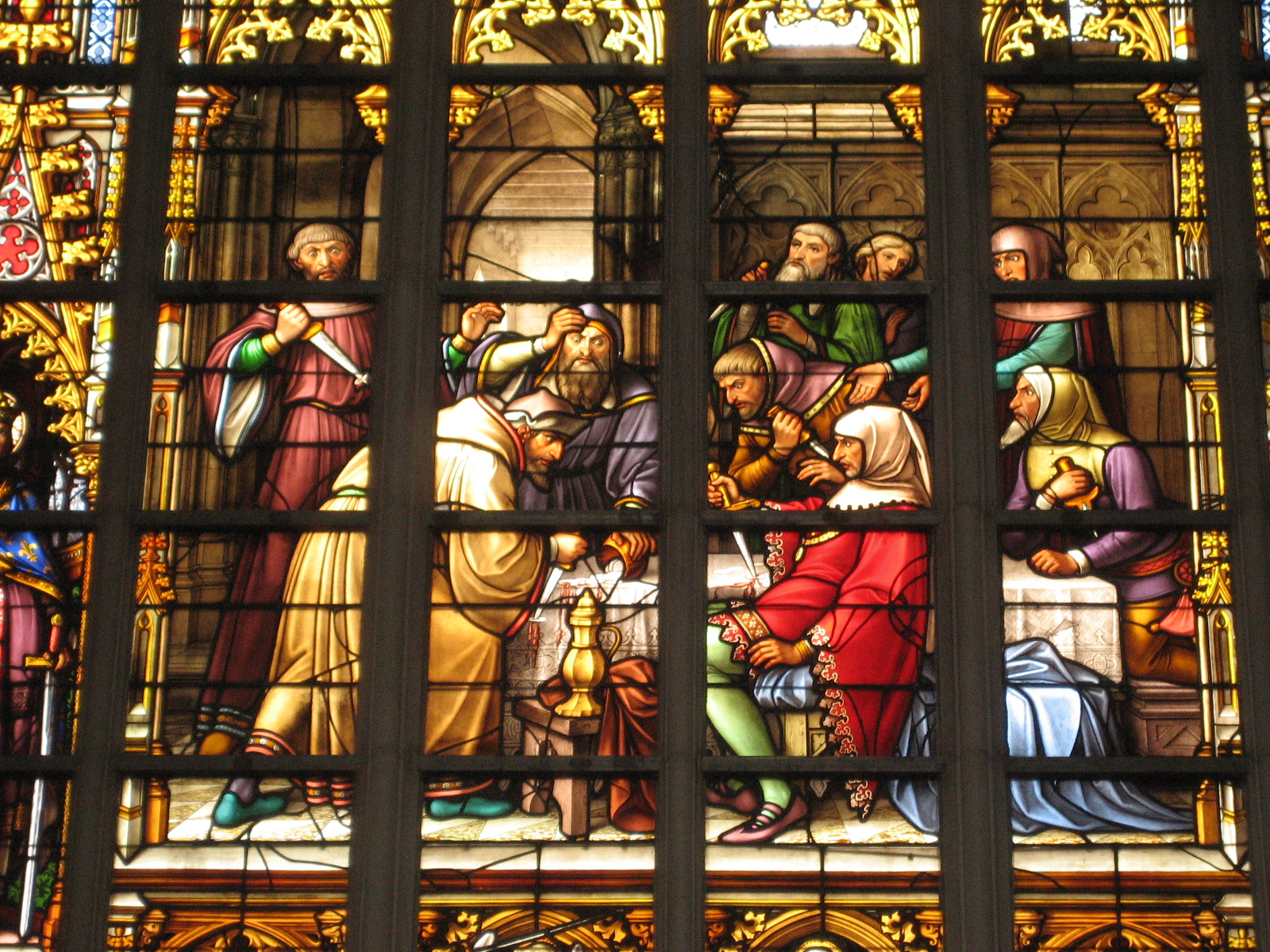
Изображение предполагаемого осквернения XIX века, в Соборе Святых Михаила и Гудулы в Брюсселе.

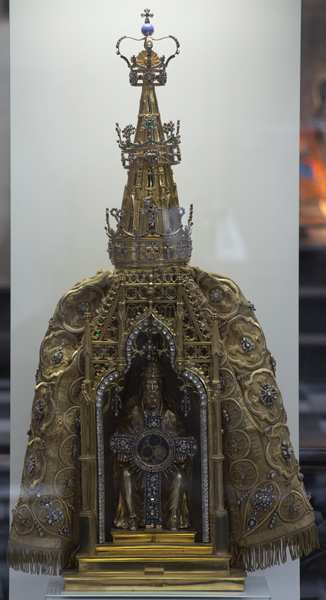
Реликварий Таинства Чуда, раньше содержал три гостии, которые, как говорят, были осквернены евреями в 1370 году.

Версия утверждений, засвидетельствованных в 1403 году, заключалась в том, что богатый еврей из Ангена хотел получить несколько освященных гостий для осквернения и подкупил еврея-мужчину, обращённого в христианство, из Лёвена, чтобы тот украл их. Вскоре после этого был убит ангенский купец. Его вдова передала украденные гостии евреям Брюсселя, где в синагоге в Страстную пятницу 1370 года некоторые попытались проткнуть их своими кинжалами, отчего потекла кровь. Еврейской женщине, обращённой в христианство, заплатили за то, чтобы она отвезла гостии к кёльнским евреям, но она с сожалением рассказала эту историю священнику Нотр-Дам-де-ла-Шапель в Брюсселе, который завладел гостиями. Герцог Брабантский по показаниям женщины приказал сжечь на костре нападавших, а оставшихся евреев изгнать с конфискацией их имущества.

## Культ Чуда

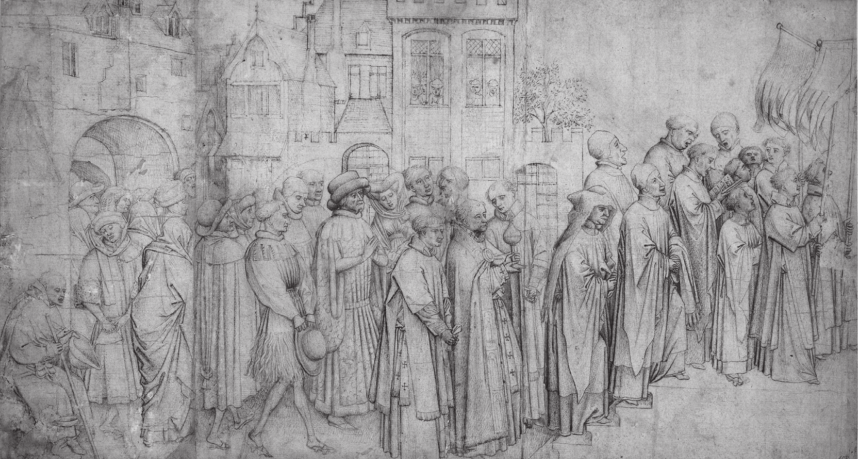
Шествие с Таинством Чуда, рисунок тушью Вранке ван дер Стокта, ок. 1450-1460.

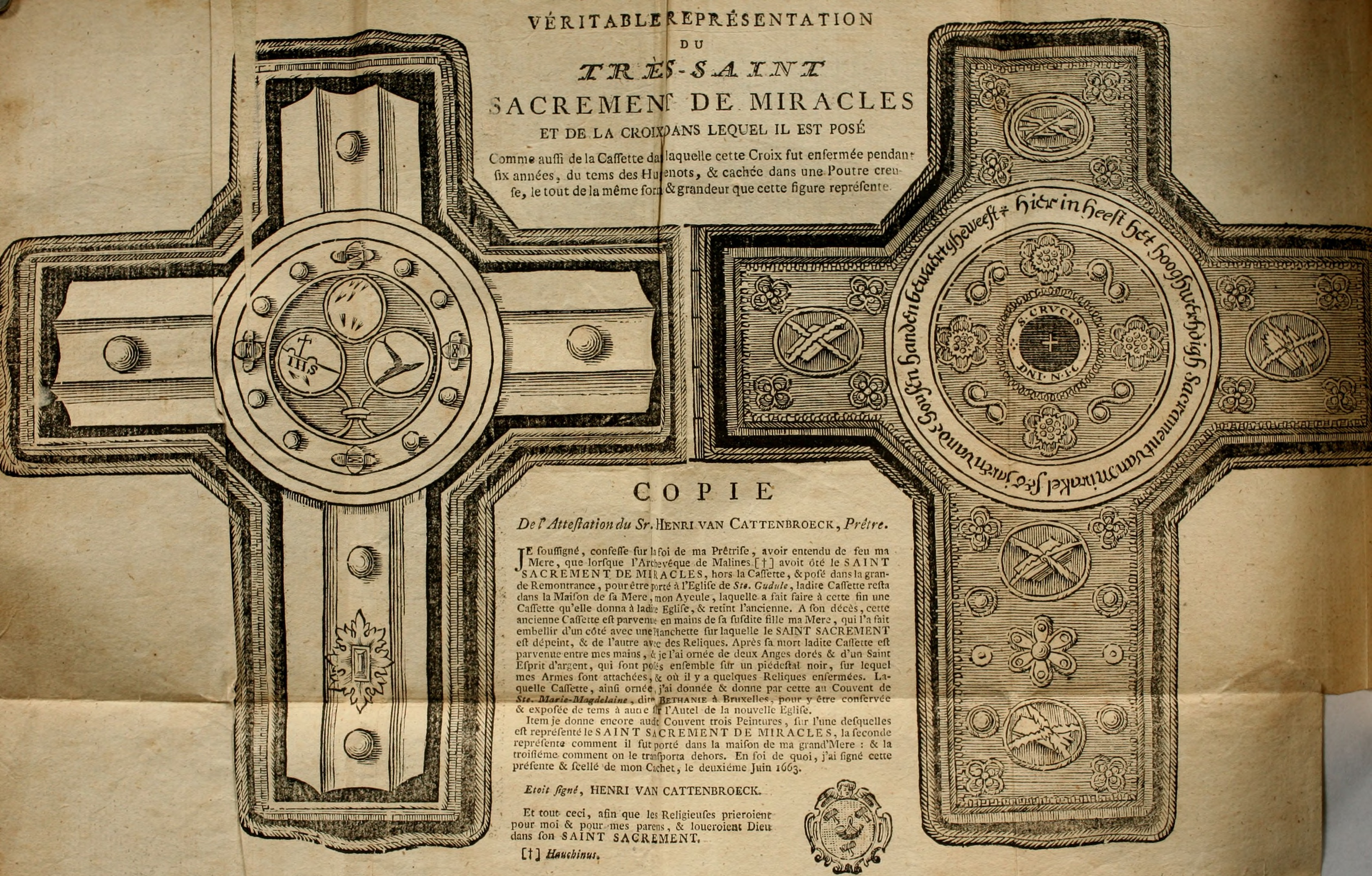
Изображение реликвария Святого Таинства Чуда и трёх гостий, сделанное по случаю 400-летнего юбилея.

Гостии были помещены в реликварии и сохранены в тогдашней коллегиальной церкви Святой Гудулы, покровительницы Брюсселя, важного символа католической идентичности этого района. Они стали частью ежегодного шествия в её праздник.
Император Карл V и Габсбурги, а также их родственники подарили семь витражей, на которых изображено чудо. Они были выполнены антверпенским стеклодувом Яном Хаком по творениям Бернарта ван Орлея и Михиля Кокси. Четыре витража сохранились и по сей день.
В начале 1580-х годов, в период правления кальвинистов в Брюсселе, все католические церемонии были запрещены. С 1579 по 1585 год реликвии были спрятаны в доме на Корте Риддерстраат. После окончания кальвинистского правления в 1585 году процессия горожан и чиновников забрала гостии и отнесла их обратно в церковь. Возрождение культа в 1585 году в первую очередь было празднованием конца кальвинистского правления. Эрцгерцоги Альбрехт и Изабелла, правившие в Брюсселе в 1598–1621 годах, сделали ежегодное шествие государственным событием:

Святое таинство чудес… стало вдвойне чудесным после окончания кальвинистского правления в Брюсселе в 1585 году, когда стало ясно, что священные гостии сохранились нетронутыми. Ежегодное шествие в честь Таинства теперь стало в равной степени ознаменованием второго антикальвинистского чуда, равно как и первого антисемитского чуда, и после воцарения эрцгерцоги добросовестно присутствовали на процессии каждый год, превратив её в настоящее государственное мероприятие.
Оригинальный текст (англ.)The Blessed Sacrament of Miracles ... had emerged as doubly miraculous after the end of Calvinist rule in Brussels in 1585 when it became clear that the sacred hosts had survived intact. The annual procession in honour of the Sacrament now became as much a commemoration of the second anti-Calvinist miracle as of the first anti-Semitic one and, after their accession, the Archdukes conscientiously attended the procession every year while also turning it into a veritable state event.
— 
Пять окон, добавленных в XIX веке, изображают развитие культа Чуда; они были подарены бельгийскими королями Леопольдом I и Леопольдом II и другими дворянами, на этот раз связывая Чудо с современной католической оппозицией секуляризму.
Пятисотлетний юбилей Чуда в 1870 году был бы отмечен необычайными торжествами, но напряжённость между католическими и либеральными кругами всё возрастала. Либералы, в том числе антисемит Эдмон Пикар, призывали к бойкоту празднеств. Брошюра Шарля Потвина (под псевдонимом Dom Liber) вызвала ожесточённую полемику с молодым священником Гиацинтом де Брюйном, также ситуация подогрелась в связи с предстоящими выборами. Вследствие этого церковные власти решили отменить эти торжества.

## Отказ от культа
После Второй мировой войны, в свете массовых убийств бельгийских евреев во время Холокоста, антисемитские элементы культа были приуменьшены. В 1968 году после принятия Вторым Ватиканским собором Nostra aetate архиепархия Мехелена-Брюсселя официально прекратила признание культа. В 1977 году кардинал Лео Йозеф Сюненс установил в соборе мемориальную доску, чтобы подчеркнуть это. 16 ноября 2006 года на открытии выставки «Менора в соборе» Жана-Поля Леона, представленной Еврейским музеем Бельгии, монсеньор Жозеф де Кесель обратился к присутствующим и Альберту Гиги как главному раввину Большой синагоги Европы и извинился за память о брюссельской резне на окнах собора. Бывшая часовня Святой Гудулы теперь является музеем собора, в котором представлены его сокровища, в том числе бывшие реликварии, с контекстной информацией.